# NGC 5058
NGC 5058 est une galaxie spirale naine située dans la constellation de la Vierge. Sa vitesse par rapport au fond diffus cosmologique est de 1 256 ± 21 km/s, ce qui correspond à une distance de Hubble de 18,5 ± 1,3 Mpc (∼60,3 millions d'al). NGC 5058 a été découverte par l'astronome allemand Wilhelm Tempel en 1883.
NGC 5058 présente une large raie HI.
NGC 5058 est une galaxie dont le noyau brille dans le domaine de l'ultraviolet. Elle est inscrite dans le catalogue de Markarian sous la cote Mrk 786 (MK 786).